# 阿南市立見能林小学校
阿南市立 見能林小学校（あなんしりつ みのばやししょうがっこう）は、徳島県阿南市見能林町にある公立小学校である。

## 概要

### 本の読み聞かせ
2002年から毎週金曜日の朝の活動の時間に、外部の読み聞かせボランティア「みのりん」による絵本などの本の読み聞かせを実施している。

### 通学区域
阿南市
- 大潟町、才見町、津乃峰町（新浜の一部）、中林町、見能林町

## 沿革
- 1872年（明治5年）8月 - 賀島小学校（千福寺境内）を設置。[2]
- 1877年（明治10年）1月 - 答島小学校を設置。
- 1878年（明治11年） - 才見村・中林村の併合により賀島小学校を廃止し、才見小学校を設置（最初の統合小学校）
- 1879年（明治12年） - 答島小学校大潟分教所を設置し、答島東小学校と称す。[3]
- 1888年（明治21年） - 小学校令改正により見能方分校を答島尋常小学校見能方分教場とする。
- 1899年（明治32年） - 見能林高等小学校と改称。
- 1909年（明治42年） - 見能林尋常高等小学校と改称。
- 1941年（昭和16年） - 見能林国民学校と改称。
- 1947年（昭和22年） - 見能林小学校と改称。
- 1996年（平成8年） - 見能林小学校大潟分校、見能林小学校中林分校が廃校。
- 2015年（平成27年）
  - 11月4日 - 143周年祝う創立記念集会を実施した[4]。
  - 11月9日 - 山本貴子ピアノリサイタルと被爆ピアノコンサートが行われた[5]。

## クラブ活動
- パソコンクラブ[6]
- 自然科学クラブ[7]
- 一輪車クラブ
- チャレンジクラブ
- バドミントンクラブ
- 将棋オセロクラブ
- 漫画イラストクラブ
- 手芸クラブ
- 卓球クラブ
- スポーツクラブ
- ものづくりクラブ

## 大潟分校
大潟分校（おおがたぶんこう）は、かつて阿南市大潟町にあった分校である。1～3年生が通い、全校児童は29人（平成7年度）。
所在地
- 〒774-0022 徳島県阿南市大潟町

通学区域
- 阿南市大潟町

最寄駅
- 四国旅客鉄道（JR四国）牟岐線阿波橘駅

## 中林分校
中林分校（なかばやしぶんこう）は、かつて阿南市中林町にあった分校である。1～3年生が通い、全校児童は15人（平成7年度）。
所在地
- 〒774-0016 徳島県阿南市中林町

通学区域
- 阿南市中林町

最寄駅
- JR牟岐線見能林駅

## 著名な出身者
- 中西祐介（政治家・参議院議員）

## 通学区域が隣接する学校
- 阿南市立富岡小学校
- 阿南市立宝田小学校
- 阿南市立長生小学校
- 阿南市立津乃峰小学校
- 阿南市立橘小学校（海を挟んで隣接）